# Eleutherococcus sieboldianus
Eleutherococcus sieboldianus är en araliaväxtart som först beskrevs av Tomitaro Makino, och fick sitt nu gällande namn av Gen'ichi Koidzumi. Eleutherococcus sieboldianus ingår i släktet Eleutherococcus och familjen Araliaceae. Inga underarter finns listade.

## Bildgalleri

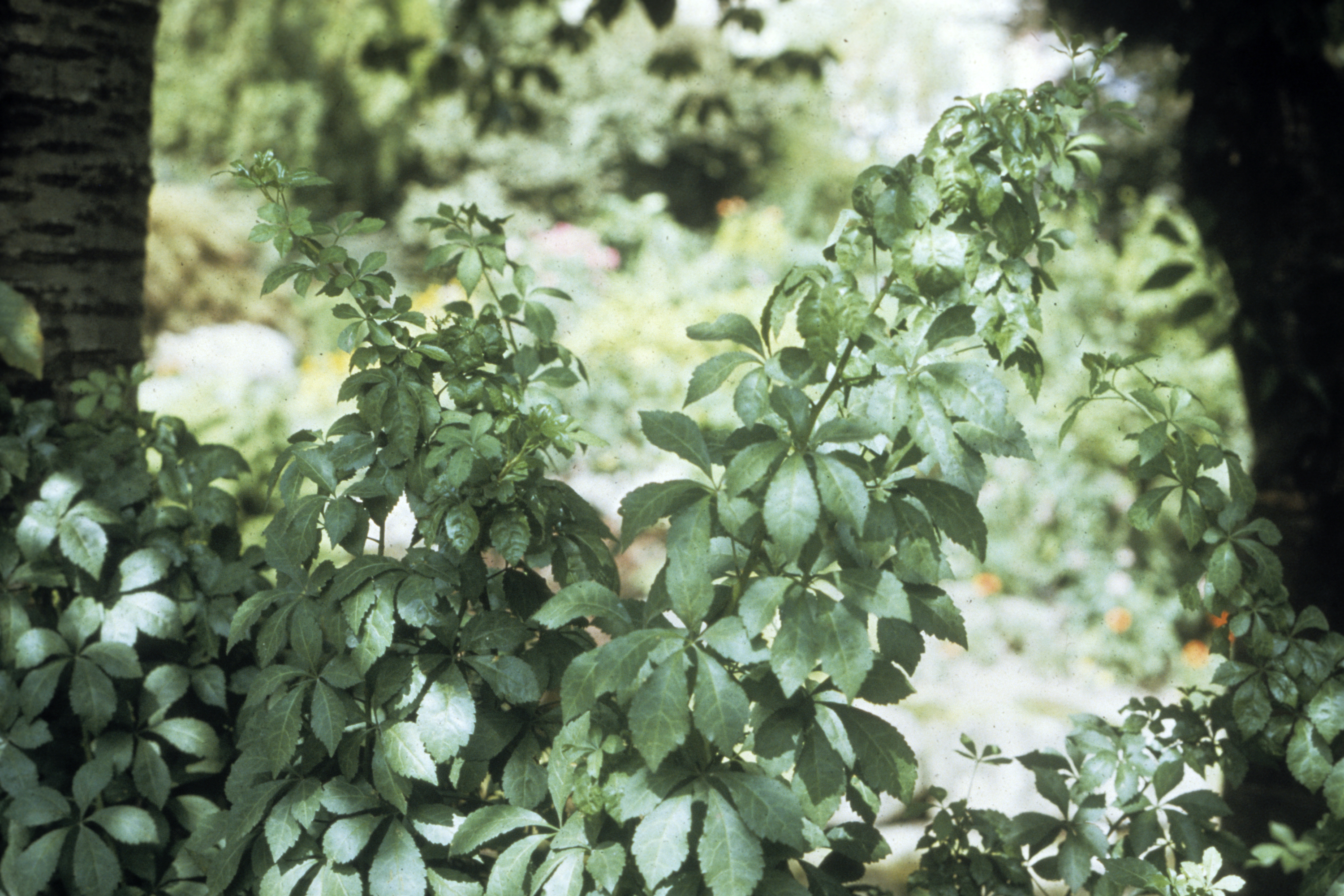
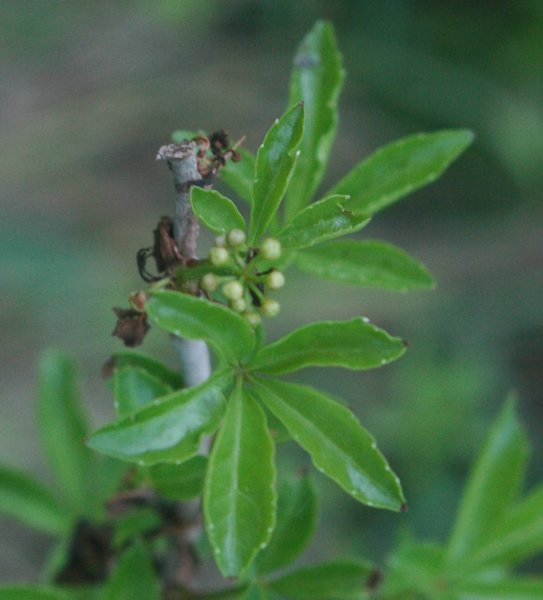
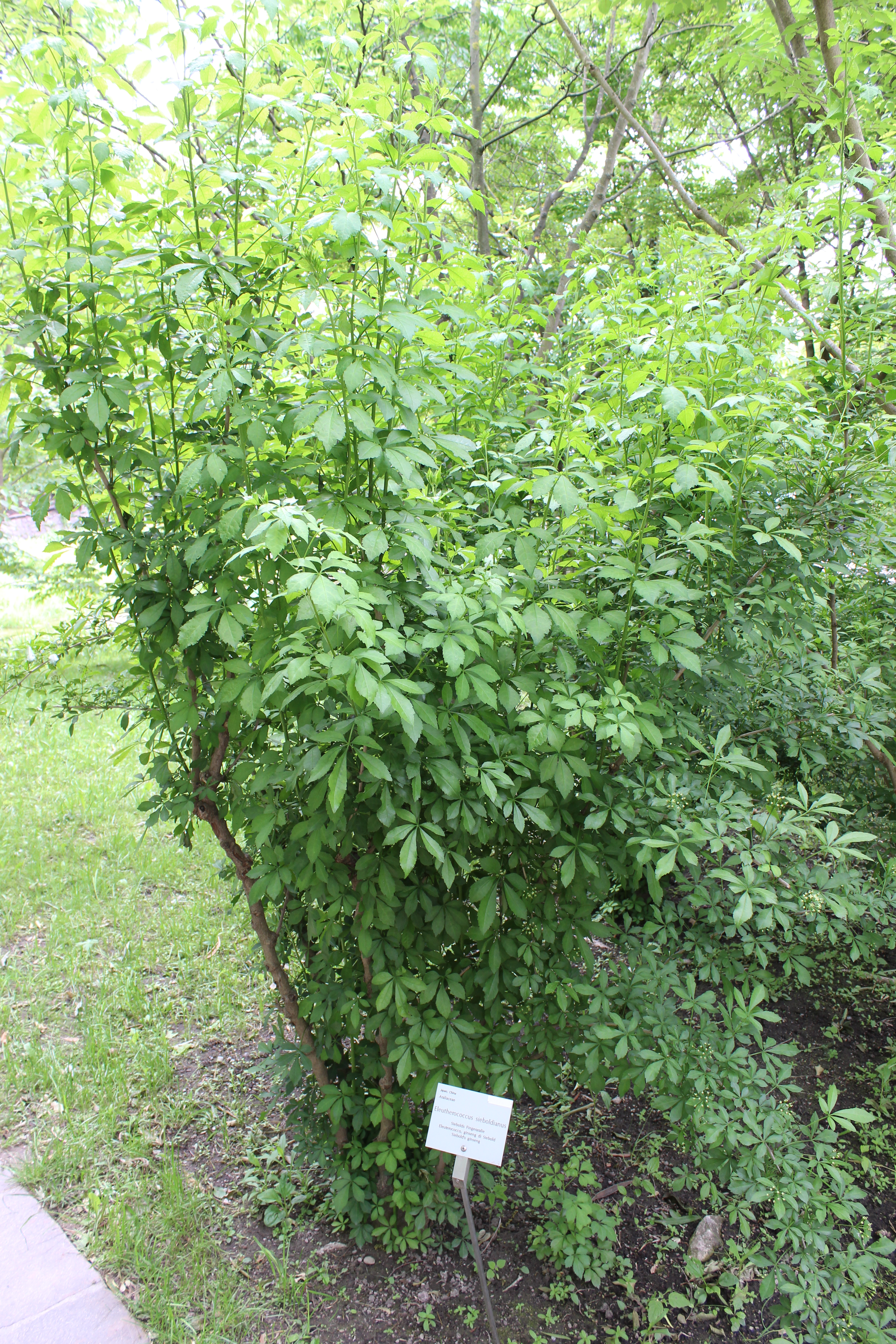
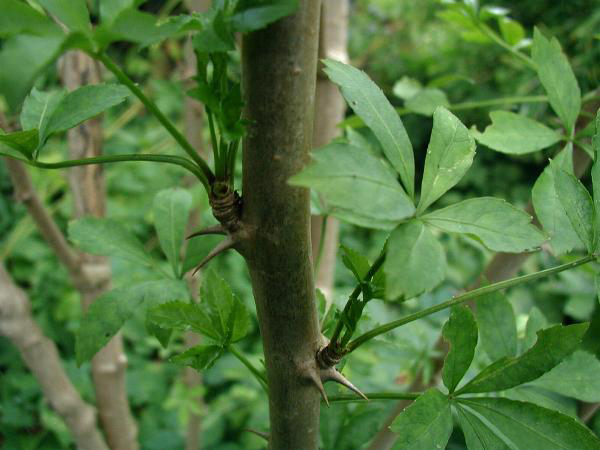